# Tröjmyrtjärnen
Tröjmyrtjärnen är en sjö i Ljusdals kommun i Hälsingland och ingår i Delångersåns huvudavrinningsområde.